# Juan Carlos Campo Moreno
Juan Carlos Campo Moreno (Osuna, 17 oktober 1961) is een Spaans magistraat en politicus van de socialistische partij PSOE. Sinds 13 januari 2020 is hij minister van justitie in de tweede regering-Sánchez tijdens de veertiende legislatuurperiode. Daarvoor was hij al staatssecretaris van justitie in de tweede regering-Zapatero, van 2009 tot 2011, tijdens de negende legislatuur. Van 2001 tot 2008 was hij lid van de Consejo General del Poder Judicial, het bestuursorgaan van de Spaanse rechterlijke macht. 
- Biblioteca Nacional de España: XX1109461
- Catàleg d'autoritats de noms i títols de Catalunya: 981058608022806706
- Gemeinsame Normdatei: 1056228024
- International Standard Name Identifier: 0000 0000 5924 1934
- Library of Congress Control Number: n99041520
- Réseau des bibliothèques de Suisse occidentale: 02-A006413206
- Système universitaire de documentation: 273562894
- Virtual International Authority File: 33790492
- WorldCat: E39PBJbH3fxrTRfcrMMxXxvT73